# Antonio Díaz-Miguel
Antonio Díaz-Miguel Sanz (Alcázar de San Juan, 6 luglio 1933 – Madrid, 21 febbraio 2000) è stato un cestista e allenatore di pallacanestro spagnolo, membro del Naismith Memorial Basketball Hall of Fame dal 1997 in qualità di allenatore.

## Palmarès

### Giocatore
- Campionato spagnolo: 2

Real Madrid: 1959-60, 1960-61
- Copa del Rey: 2

Real Madrid: 1960, 1961